# Ziemia na lewo
Ziemia na lewo – tom poetycki, wydany przez Anatola Sterna i Brunona Jasieńskiego w 1924 roku.
Autorem szaty graficznej i okładki tomu był Mieczysław Szczuka. Publikacja była wynikiem fascynacji obu poetów ideologią komunistyczną, a propozycję napisania książki zawierającej wiersze o takiej tematyce złożył im Aleksander Ostrowski, kierownik wydawnictwa "Książka". Wiersze utrzymane są w poetyce futurystycznej. Zawierają odwołania do rewolucji francuskiej i polskiej poezji romantycznej, wątki antyburżuazyjne i rewolucyjne.
Tom zawiera przemowę obu autorów, mającą formę manifestu komunistycznego oraz wiersze poetów, głównie napisane w latach 1921–1922. Jasieński reklamował tomik w wierszu Trzy książki Próbka autoreklamy, opublikowanym w tygodniku satyrycznym "Szczutek" w 1924 roku.